# 766
Раннє Середньовіччя. У Східній Римській імперії триває правління Костянтина V. Більшу частину території Італії займає Лангобардське королівство, Рим і Равенна під управлінням Папи Римського, деякі області на півночі та на півдні належать Візантії. У Франкському королівстві править король Піпін Короткий. Піренейський півострів, окрім Королівства Астурія, займає Кордовський емірат. В Англії триває період гептархії. Центр Аварського каганату лежить у Паннонії. Існують слов'янські держави: Карантанія та Перше Болгарське царство.
Аббасидський халіфат займає великі території в Азії та Північній Африці. У Китаї править династія Тан. В Індії почалося піднесення імперії Пала. У Японії триває період Нара. Хазарський каганат підпорядкував собі кочові народи на великій степовій території між Азовським морем та Аралом. Територію на північ від Китаю займає Уйгурський каганат.
На території лісостепової України в VIII столітті виділяють пеньківську й корчацьку археологічні культури. У VIII столітті тривало швидке розселення слов'ян. У Північному Причорномор'ї співіснують різні кочові племена, зокрема булгари, хозари, алани, авари, тюрки, кримські готи.

## Події
- Франкський король Піпін Короткий вторгся в Аквітанію, аквітанський герцог Вайфар утік за річку Дордонь. Чимало аквітанських та гасконських феодалів підкоряються Піпіну.
- Візантійський василевс Костянтин V в програмі боротьби з іконами організував масове примусове одруження ченців та черниць на іподромі[1].
- Костятнин V звільнив з каферди й ув'язнив Константинопольського патріарха Костянтина II, звинувативши його в таємній прихильності до ікон.
- Перша згадка про поставку німецького пива (див. Пиво Німеччини)
- Тюркське плем'я карлуків підкорило собі тюргешів.

## Виноски
1. ↑  René François Rohrbacher Histoire universelle de l'église catholique, Volume 11. Gaume frères, 1845